# This Ain’t Glee XXX
This Ain’t Glee XXX ist eine US-amerikanische Porno-Parodie auf die Musical-Mainstream TV-Serie Glee aus dem Jahr 2010. Der Film wurde bei den AVN Awards 2011 in den Kategorien „Best Music Soundtrack“ und „Best Original Song“ ausgezeichnet.

## Handlung und Musik
Alle Darsteller singen in dem Film selbst. Als Anspielung auf eine Aktion der Originalserie, bei der die Besetzung öffentlich die amerikanische Nationalhymne gesungen hat, mussten die Castingkandidaten für den Film die amerikanische Nationalhymne singen.
Gesungen werden Parodie-Songs zu den Melodien der Originalsongs, wie auch in der Original-TV Show:
- „Big Tushy Hos“ - „Fat Bottomed Girls“ von Queen
- „Don’t Come All Over Me“ - „Don’t Stand So Close to Me“ von The Police
- „Knocked Up at Eighteen“ - „Don’t Stop Believin’“ von Journey

Wie auch in der Serie, werden die Songs im Abspann nicht genannt.

## Auszeichnungen
- 2011: AVN Award - Best Actress (Andy San Dimas)[1]
- 2011: AVN Award - Best Music Soundtrack[1]
- 2011: AVN Award - Best Original Song („Big Tushy Hos“ von Drew Rose)[1]